# Ag-Pro 300
Das Ag-Pro 300 ist ein Autorennen der NASCAR Xfinity Series, das auf dem Talladega Superspeedway ausgetragen wird. Sponsor des Rennens ist Aaron’s, ein Leasinganbieter für Haushaltsgegenstände. Die zwölf extra Meilen des normalerweise über 300 Meilen angesetzten Rennens dienen Marketing-Zwecken des Sponsors.
Bei der Einführung des Rennens betrug die Renndistanz 500 km beziehungsweise 312 Meilen. Es war damit das längste Rennen in der Nationwide Series. Jedoch sind Autorennen in den USA mit einer in Kilometer angesetzten Renndistanz selten, insbesondere in NASCAR. Im Falle des Talladega Superspeedways gab es aber bereits vorher ARCA-Rennen, die über eine Distanz von 500 km gingen, da als Marketinggründen „500“ lukrativer erscheint als „300“. Im Jahre 1998 beschwerten sich Fans über die Nutzung der metrischen Angabe, da sie in den USA praktisch nicht benutzt werden und auch die Länge der Rennstrecke selbst in Meilen angegeben wird. Daraufhin entschied sich das Management, die Renndistanz auf 300 Meilen anzupassen, die zwischen 1998 und 2001 gefahren wurde. Dazu wurde das Rennen um vier Runden verkürzt.
Im Jahre 2002 wurde Aaron’s Hauptsponsor und das Rennen geht seitdem wieder über 312 Meilen, was zufälligerweise die ursprüngliche Distanz darstellt, aber auf den Slogan des Sponsors zurückzuführen ist.

## Sieger
- 2019:  Tyler Reddick
- 2018:  Spencer Gallagher
- 2017:  Aric Almirola
- 2016:  Elliott Sadler
- 2015:  Joey Logano
- 2014:  Elliott Sadler
- 2013:  Regan Smith
- 2012:  Joey Logano
- 2011:  Kyle Busch
- 2010:  Brad Keselowski
- 2009:  David Ragan
- 2008:  Tony Stewart
- 2007:  Bobby Labonte
- 2006:  Martin Truex junior
- 2005:  Martin Truex junior
- 2004:  Martin Truex junior
- 2003:  Dale Earnhardt junior
- 2002:  Jason Keller
- 2001:  Mike McLaughlin
- 2000:  Joe Nemechek
- 1999:  Terry Labonte
- 1998:  Joe Nemechek
- 1997:  Mark Martin
- 1996:  Greg Sacks
- 1995:  Chad Little
- 1994:  Ken Schrader
- 1993:  Dale Earnhardt
- 1992:  Ernie Irvan